# کبودبال‌های کرتی
کبودبال‌های کرتی (نام علمی: Azanus) نام یک سرده از تبار تبار کبودبال است.
نام آن‌ها مربوط به درخت کرت است.

## گونه‌ها
- کبودبال کرتی سفیدنواری (Drury, 1773)
- کبودبال زبرجدی (Guérin-Méneville, 1849)
- کبودبال میرزا (Plötz, 1880)
- کبودبال خاردرخت (Wallengren, 1857)
- کبودبال خال‌دار ناتال (Trimen & Bowker, 1887)
- کبودبال کرتی ماداگاسکار (Mabille, 1899)
- کبودبال کرتی کوچک ماداگاسکار (Karsch, 1900)
- کبودبال کرتی بیابانی (Stoll, [1782])
- کبودبال کرتی هندی Butler, 1886
- کبودبال کرتی سیامی Riley & Godfrey, 1921